# Irini Mouchou
Irini Mouchou (griechisch Ειρήνη Μούχου, * 7. Januar 1987 in Mytilini auf Lesbos) ist eine ehemalige griechische Triathletin und Triathlon-Staatsmeisterin des Jahres 2009.

## Werdegang
Von 2005 bis 2009 nahm Mouchou an 18 ITU-Wettkämpfen teil und erreichte fünf Top-Ten-Plätze, darunter eine Goldmedaille. Sie wurde trainiert vom früheren Triathlon-Profi Vassilis Krommidas.
2009 gewann sie Gold bei der Triathlon-Balkanmeisterschaft in Varna, gleichzeitig kam sie in der Europacup-Wertung dieses kombinierten Bewerbes auf Platz 6.
Im Jahr zuvor war sie bereits Dritte bei der Balkanmeisterschaft in Belgrad und griechische Vizestaatsmeisterin im Triathlon geworden und hatte auch an einigen nicht von der ITU organisierten Triathlons teilgenommen, so etwa an der britischen Corus Elite Series in London (19.) und am Schweizer Elite VW Circuit Triathlon in Genf (8.) und jenem in Uster (9.).

### Staatsmeisterin Triathlon 2009
In Griechenland tritt Mouchou für ihren Mytilener Verein Atlas (ΑΤΛΑΣ Β.ΜΥΤΙΛΗΝΗΣ) und, wie zuletzt bei der Staatsmeisterschaft 2009, bei der sie Gold gewann, für den Athener Verein Aigaleo (Α.Γ.Σ. ΑΙΓΑΛΕΩ) an.
Auf ihrem Blog kündigte Mouchou überraschend am 24. Oktober 2009 an, ihre sportliche Karriere vorerst zugunsten ihres Studiums aufgeben zu wollen, nachdem sie am 18. August 2009 noch einen Wechsel zum französischen Elite-Verein TOC Cesson Sevigne angekündigt hatte, dem nominell zahlreiche internationale Elite-Triathletinnen wie Irina Abyssowa angehörten, um sich gezielt auf die Olympischen Spiele 2012 vorzubereiten.

### Sportliche Erfolge
| Datum/Jahr    | Rang | Wettbewerb                                                      | Austragungsort | Zeit     | Bemerkung                       |
| ------------- | ---- | --------------------------------------------------------------- | -------------- | -------- | ------------------------------- |
| 2009          | 1    | GRE Triathlon National Championships                            | Griechenland   |          |                                 |
| 2008          | 2    | GRE Triathlon National Championships                            | Griechenland   |          |                                 |
| 3. Sep. 2006  | 58   | ITU Triathlon World Championship Junior Women                   | Lausanne       | 01:16:46 | Weltmeisterschaft Jugend-Klasse |
| 11. Juni 2006 | 1    | ITU Triathlon European Cup                                      | Erdek          | 01:15:11 |                                 |
| 23. Juli 2005 | 39   | ETU Short Distance Triathlon European Championship Junior Women | Alexandroupoli | 01:11:31 | Junioren-Europameisterschaft    |

| Datum/Jahr   | Rang | Wettbewerb                                            | Austragungsort | Zeit     | Bemerkung                    |
| ------------ | ---- | ----------------------------------------------------- | -------------- | -------- | ---------------------------- |
| 24. Mai 2008 | 4    | ETU Short Distance Duathlon European Championship U23 | Serres         | 02:22:28 | Duathlon-Europameisterschaft |

(DNF – Did Not Finish)